# 五原战役
五原战役，是1940年中國第八战区冬季攻势的最后一场战役，该战役由第八战区司令傅作义发动，意在收复在绥西战役当中被日军占领的陕坝、临河、五原新城以及五原旧城等城池。战役于2月5日打响，共历时近2个月，最终以中方军队胜利告终，日军被逐出绥远省西部地区。此后日军几乎没有派遣「伪军」对中方进行大规模的攻击。

## 战役背景
绥西战役后，日军误认为中国军队之主力遭到歼灭，残部已无力反击。第26师团长黑田重德中将在五原城内大摆酒宴，并扶持汉奸田喜亭组建维持会，委任王英为绥西警备司令，负责维持绥西治安。同时在张家口以及平津等地的报纸也争相报道“傅作义全军覆没”的消息，吹捧皇军的“英勇战绩”。

## 战役准备

### 日本方面
驻蒙军司令官冈部直三郎中将决定将进入绥西的日军主力调回察哈尔省休整，但是这个决定遭到了参谋长田中新一少将的反对。田中少将认为，“不确保五原的作战，没有什么意义”，“希望利用王英这样有威望的人，对杂牌军及回教军进攻工作，确保五原”。这个建议得到了日军华北方面军参谋长笠原幸雄中将的支持。于是留驻绥西的日伪军由原先的一个日军步炮混成联队之外，还增加了王英的“绥西自治联军”和由伪蒙军参谋长乌古廷指挥的3个伪蒙师。此外，日军又于2月17日调来一个1000余人的警备队，使驻五原的日伪军兵力达到1万余人。这些部队统一由日军驻五原的特务机关长桑原荒一郎中佐指挥。冈部司令官对桑原中佐作了如下指示：
| 一、留置蒙古军（既伪蒙军）的目的，在于搜集敌情及对回教军（指由马鸿宾率领的第81军等部）进行工作而作为暂时的据点。 二、在发现上述蒙古军有退败征兆时，应立即无条件撤退。 三、不能指望日本军的支援。 四、绝对不得借口有日军的后援，而进行民众工作以及地方政权工作。 |

### 中国方面
2月5日，傅作义将作战指挥部转移到临河县境内的亚麻赖村，召开会议，组织攻取五原、收复后套的战役。会中决定，除第35军与新编第6旅之外，其余部队皆解除作战任务，分别指定地点进行休整。第35军以第101师移驻狼山湾地区；新31师转移到狼山山麓附近；新32师沿狼山湾西进，并突袭驻防五原州城的伪蒙军；新6旅开赴万和长地区。上述各部皆以狼山为依托，机动打击日军。同时派出数百个战斗小组，实行游击战术，到处袭击日伪军。会后，傅上将将他的副司令长官部迁移至亚麻赖以南的什纳格尔庙。
当傅作义上将获悉日军主力陆续东撤后，便制定作战计划，准备一举收复五原。傅作义命令第35军集中于邻家地以西地区，准备歼敌，命令马秉仁中将率领的绥远游击军佯攻五原，诱敌出击。之后以小部队节节阻击并引诱日军进人丰济渠东岸，为第35军歼灭日军创造条件，游击军主力则迅速进人五原城。此外，傅作义命令新32师先行将陕坝和临河两城收复。

## 战役经过

### 收复陕坝、临河
2月19日，新32师对临河发动攻击。在新32师发起攻击不到10分钟，守城的日伪军撤出临河。驻陕坝的伪军随后也撤回了五原。日军为了避免被个个击破，便将伪军各部集中于五原。
2月19日上午8时，绥远游击军按计划行事，日军步炮混成联队以500余人分乘汽车40余辆出动，向绥远游击军发起反击。日军在前进至五临公路南侧时即已发现了埋伏于此地的中国军队新编第31师第93团，双方立即发生了激烈的战斗。

### 首次进攻五原
新31师第93团为日军先头部队发现后，该团团长安春山上校立即命令所部发动进攻，与日军发生了正面交锋，战斗自早上10点开始至晚上6点，第93团损失惨重。而第91团和第92团则因遭到伪蒙军3个师的策应攻击，而未能及时配合第93团进行作战。其中新91团团长刘景新上校擅自脱离部队，以致新91团出现指挥混乱，事后刘景新被傅作义撤职查办。而在第101师方面的作战也很不顺利。该师刚进人阵地，即与日军突然遭遇，被迫改为防御战。日军在两个地方纷纷与中国军队发生激战后，明白了中国军队的伏击企图，于是立即收缩部队，随后撤回了五原。而负责夺取五原的中国军队绥远游击军见友军作战纷纷失利，遂放弃了进攻五原，撤回原防。
首次收复五原的计划失败后，傅作义上将深感自己部队作战不利的缺点，他紧急命令在后方休整的新编第5、第6旅、新编骑兵第3师等部赶赴前线，对五原、安北地区开展游击，吸引日军注意，命令第35军、绥远游击军、五临警备旅等部乘此间隙集结于丰济渠以西地区，进行整训，重整旗鼓，准备再次发动对五原的攻势。
1940年2月25日，傅作义上将在亚麻赖接到了军事委员会委员长蒋中正的电报，任命傅作义为第8战区代理司令官，要傅作义即刻前往兰州就任，部队在石嘴山收容。对此傅上将在亚麻赖召开第二次军事会议，商讨去留问题。会议起初分为两种意见。一种是“我军久战疲惫，损失过大，应该休整一下，恢复战力再打，’;第二种是“利用黄河解冻时期，敌人重武器无法使用，我军进攻五原，收复失地”。而以新93团团长安春山上校、副长官部参谋靳书科中校、新31师参谋主任宋海潮上校等人则主战甚力，他们一致认为应“把握时机，立即开打，收复五原”。这一意见得到了大部分军官的支持，于是傅作义上将最终谢辞了蒋中正的任命，留在绥远坚持战斗。
随后，傅作义上将召集了参谋长鲁英麐、总参议张濯清、参谋处长张副元以及新93团团长安春山和作战参谋数人商讨反攻五原的作战计划，最终决定于3月20日夜12时发起进攻，以新31师第93团安春山上校率领的部队为突击部队，直攻五原城内日军指挥部;新31师师长孙兰峰少将为五原新城攻城指挥官，指挥新91、92两个团和五临警备旅第1团由城西进攻；新犯师师长袁庆荣少将为五原旧城攻城指挥官，指挥所属部队由城西北进攻，并负责肃清广盛西的伪蒙军；第101师师长董其武少将率领所属部队为预备队。另以骑7师副师长朱矩林少将的骑7师一个团攻击五原外围新公中的伪蒙第8师、李作栋少将指挥的绥远游击军攻击蛮可素、郝镜桥的王英伪军（原绥远游击军司令马秉仁因第一次攻击五原作战不利被撤职）、安华亭少将指挥的新5旅和王子修少将指挥的新6旅分别攻击乌拉壕、万和长、扒子补隆、西山咀等处伪蒙军、石玉山少将指挥的新骑4师攻击南牛犊的伪蒙军，在攻克该处后转为追击敌军的作战。在正规军作战的同时，还应发动地方群众放水浇地，迟滞敌军的步兵行动。作战会议结束时，傅作义上将又将在绥西战役中作战不利的绥远游击军马秉仁中将、新31师第91团团长刘景新上校以撤职处分，给第101师师长董其武少将以撤职留任的处分。

### 收复五原新城
反攻五原的作战决策确定后，傅作义上将即令各部队加紧训练，并亲自带着参谋人员到各个部队进行指导。最后傅上将又从其它部队中调了一些有战斗经验、作战勇敢的干部和士兵参加新93团，组成了一支突击队。
驻五原的日伪军在第一次击退中国军队的进攻后也重新调整了部署，以桑原荒一郎中佐指挥的特务机关和伪蒙警备队1000余人驻守五原新城，由乌古廷少将指挥的伪蒙军第4、第5、第8师驻守五原旧城和新城中，由王英中将指挥的“绥西自治联军”驻防在五原外围的郝镜桥、南牛耕、蛮可素、同义隆和扒子补隆一线。初次击退中国军队攻势的桑原中佐错误的认为不依靠援军仍旧能够守住五原，他甚至夸下海口说傅作义再也回不了五原。
3月15日，中国军队参战各部开始行动，并于19日抵达各自指定位置。由新31师第93团团长安春山上校为突击队司令、曹子谦上校为副司令的突击队经过昼伏夜行亦进至五原新城外壕。3月20日深夜，突击队在成功绕过伪蒙警备队并俘获伪军士兵取得通行口令后成功抵达五原城门口，随后以精壮之士将城门日军警卫刺杀，俘获4名伪蒙军士兵，占领城门。此时，突击队分为8个小队迅速突入城内，攻击即定目标，以手榴弹投掷日军营房。战斗发生到特务机关部时，日军特务机关长桑原中佐狼狈的率领部下30余人逃出了五原，这使得日伪军的指挥陷入混乱。突击队经过5个小时的激战，先后占领实验小学、粮食仓库、合作社、弹药库、皮毛店等日军据点，仅剩屯垦办事处与平市官钱局两处据点因日军工事坚固而未能夺下。为了迅速攻占这两个据点，突击队在21日一天由相继发起了五六次冲锋，但仍然没能取得进展，部队改由突击队副指挥官曹子谦上校指挥继续攻击，此后突击队在新31师主力和炮25团第3营的增援下，才于22日下午将这两个据点的日军全部歼灭。
突击队成功突入城内后，由孙兰峰少将、徐子珍少将指挥的新31师主力和五临警备旅第1团、炮25团第1营等部由五原新城西面进攻驻扎在西关的日军，日军凭借坚固的工事和障碍物进行抵抗。2小时后，新31师攻克西关，全歼关内守军，并进而攻占义和渠以西的全部日军据点。至此五原新城已经全部收复

### 围攻五原旧城
3月15日，新32师与配属之炮25团第2营在师长袁庆荣少将的指挥下开始对五原旧城、前后补红和广盛西的日伪军发动了攻击。五原旧城与前后补红地区驻有伪蒙军第5师，这个师利用院落以及坚固的防御工事，且均配备有轻机枪等武器。中方军队在进攻时伤亡较重。新95团第3营营长赵寿江少校率部经1小时激烈战斗将前后补红据点攻克，但在进攻结束后全营仅剩官兵7人。新94团第2营乘胜攻击旧城，但被伪蒙第5师击退。总部作战参谋靳书科中校向傅作义上将汇报相关战况，傅作义回电立即将第2营营长苗逢安少校就地正法，经第101师师长董其武少将和新32师师长袁庆荣少将的联名保证，允许苗少校带罪立功，继续攻城，但是仍旧被伪蒙第8师压制。而奉命同时攻击广盛西的新95团两个营也无较大进展。
第35军主力对五原发动进攻时，奉命在外线作战的骑7师、新骑4师、绥远游击军等部对外围各伪军据点发动进攻。骑7师在代师长朱矩林少将的指挥下于3月20日夜由乃马召向新公中的伪蒙第8师进攻，但是遭到伪蒙8师的反击，战事胶着。21日夜，朱矩林代师长以1个连在原地佯攻，命令主力由团长胡逢泰上校率领秘密转移到新公中东面，突然发起侧面猛攻，使伪蒙8师遭受重大损失。当伪蒙8师在遭到骑7师的两面夹击后，师长宝音格勒德尔已无心恋战，于是向五原新城内的特务机关部请示下一步行动方案。此时的日军特务机关部已被中国军队占领，中方假冒特务机关的名义叫伪蒙8师“自由行动”，宝音格勒德尔在得到这个回复后立即命令部队放弃阵地，向东撤退。该师在撤退途中又遭到新编骑兵第4师的伏击，仅500余人逃出五原。
绥远游击军在代理司令李作栋少将的指挥下亦于3月20日夜对郝镜桥、蛮可素的“绥西自治联军”发起进攻。由王英率领的“绥西自治联军”在听说五原城内日军各据点相继失守之后，随即向南溃败。李作栋少将在得知当面情况后，果断下令追击，将“绥西自治联军”歼灭大部，仅王英等率领残部数百人逃脱追击，其参谋长杨守程被击毙，顾问浅沼庆太郎与高参李根车被俘虏。王英随后被安华亭放走，但随即这一行为就被告发，安华亭被撤职查办。
在五原旧城内外各据点发生激战时，作为预备队的第101师除以303团支援友军作战外，还以所属第302团攻击乌加河地区的桥梁守敌，阻击日军的增援部队。第302团团长郭景云上校奉命后于20日夜抵达攻击位置，他将主力部署在桥南，另以一部分兵力潜渡河乌加河北，以突然进攻的方式两面夹击守桥伪军，经1小时战斗即顺利攻占桥梁，并俘虏伪军官兵50余人，随后郭团长将桥梁破坏，并在乌加河南构筑防御工事以阻击援敌。同时，新5旅与新6旅也按照既定计划将各自负责的攻击目标处的伪军守备队歼灭，并破坏了桥梁。当五原旧城为新32师收复后，傅作义上将命令该师改为预备队，命令第101师师长董其武少将率领所属第301团、第303团推进至二财主绝旦地区抢修工事，以阻击由此增援五原的日军。
3月22日下午3时，增援的日军赶到了五原外围，并突破了新6旅的防线，架设浮桥，抢修乌加河上被破坏的桥梁。郭景云上校率领第302团予以阻击，日军渡河受挫。随后日军数次组织强攻，曾一度攻上河堤，郭景云立即组织精壮之士与日军展开肉搏，最终将日军赶回了乌加河北。随后，董其武师长命令第303团接替第302团防务，继续阻击日军。
第101师第303团团长宋海潮中校在接替阵地后，立即组织轻重机关枪手数人构筑火网封锁日军架桥处。日军增援部队接连反扑全部失败。不久五原全城被收复，日军援军开始撤退，第101师胜利地完成了阻击任务。

### 五原新城失守
日军在失守五原后，于3月22日发布第425号作战命令。驻蒙军司令官冈部中将于3月24日以小岛中将的骑兵集团为主力，配属第26师团的两个大队集结于乌加河畔，并以猛烈的炮兵轰击中国军队第101师第301团和第303团的防御阵地。第301团在团长王建业上校的指挥下奋勇阻击，营长冯增波少校、连长郝宝瑞上尉相继阵亡，王团长亦臂部负伤，阵地逐被日军突破。随后日军从侧翼包抄第303团防御阵地，并夺占桥梁，使第303团遭受惨重损失，团长宋海潮上校受重伤，第303团被迫放弃阵地向后撤退。傅作义见状，被迫下令再次放弃五原。
日军在突破乌加河第101师防线后兵分两路，一路追击撤退的中国军队，但却没能捕捉到任何踪迹。另一路日军直接向五原前进，并于3月26日中午时分重占五原。但是日军这次占领五原后，没能找到汉奸，缺乏粮食补给，四周都是激战过后的残垣断壁。中国军队的游击部队又在五原外围不时地骚扰日军，破坏粮食补给线，使得占领五原的小岛吉藏中将屡次致电驻蒙军司令部，请求放弃五原。

### 战役收官阶段
3月27日，中国军队第35军扒开乌加河南堤，引水淹没了乌加河至五原公路的土地。这一举动终于使驻蒙军司令官冈部中将决定放弃五原，将部队撤回包头。小岛吉藏中将匆忙指挥部队将尸体搜集火化，在飞机的指引下，撤出了五原。28日，中国军队再次收复五原。
本次战役共擊斃日军中将水川伊夫等大佐、中佐、少佐、尉官等军官300余名，士兵1100余名，毙伤伪蒙军3000余名。生俘日军指挥官观行宽夫等50余名，俘虏伪蒙军1800余名，获火炮30余门、汽车50余辆、轻重机枪50余支。
另据史学家考证，在五原城外追击逃亡日军时击毙的皇族中将水川伊夫并缴获了刻有皇族标志菊花印章和佩刀，实际上其真名为“水川依夫”，既不是皇族，也不是中将，也不是警察，而是日籍警察，毕业于东京帝国大学，所任职务是“联合委员会”保安部顾问、代理理事官、兼任“绥西警备军”司令；水川依夫突围逃走，1985年死于横滨。被击毙的很可能是水川的副官长沼一郎，时任察南警察学校警佐，水川依夫的副官，也是日籍警察。

## 战役影响
五原战役后，绥西作战正式宣告结束。此后傅作义率部与日军在绥远省中部相持，双方时有摩擦，但并未爆发类似于绥西作战的大规模战斗。日军此后也几乎没有派遣伪军进行大规模战斗。